# Arnold (Missouri)
Arnold és una població dels Estats Units a l'estat de Missouri. Segons el cens del July 2008 tenia 20.603 habitants.

## Demografia
Segons el cens del 2000, Arnold tenia 19.965 habitants, 7.550 habitatges, i 5.564 famílies. La densitat de població era de 685,2 habitants per km².
Dels 7.550 habitatges en un 34,3% hi vivien nens de menys de 18 anys, en un 58,2% hi vivien parelles casades, en un 11,1% dones solteres, i en un 26,3% no eren unitats familiars. En el 22% dels habitatges hi vivien persones soles el 7,7% de les quals corresponia a persones de 65 anys o més que vivien soles. El nombre mitjà de persones vivint en cada habitatge era de 2,61 i el nombre mitjà de persones que vivien en cada família era de 3,05.
Per edats la població es repartia de la següent manera: un 25,5% tenia menys de 18 anys, un 8,4% entre 18 i 24, un 30,4% entre 25 i 44, un 23,6% de 45 a 60 i un 12,1% 65 anys o més.
L'edat mediana era de 37 anys. Per cada 100 dones de 18 o més anys hi havia 90,3 homes.
La renda mediana per habitatge era de 47.188 $ i la renda mediana per família de 53.664 $. Els homes tenien una renda mediana de 37.972 $ mentre que les dones 27.222 $. La renda per capita de la població era de 20.378 $. Entorn del 3% de les famílies i el 4,4% de la població estaven per davall del llindar de pobresa.

## Poblacions més properes
El següent diagrama mostra les poblacions més properes.